# Cabezas Rubias
Cabezas Rubias is een gemeente in de Spaanse provincie Huelva in de regio Andalusië met een oppervlakte van 109,00 km². Cabezas Rubias telt 731 inwoners (1 januari 2016).

## Demografische ontwikkeling
Bron: INE, 1857-2011: volkstellingen